# Ángulo Goodwin
El ángulo Goodwin de 222,492371... grados es el ángulo óptimo utilizado por una planta para maximizar el aprovechamiento espacial y con ello el uso de la radiación solar, el agua de lluvia, etc.
Su descubridor fue Brian Goodwin.
Nota:
{\displaystyle {\frac {360}{222,492371}}\approx 1,618033\dots } (aprox. número áureo)
- Datos: Q6173715